# Stare Borówko
Stare Borówko (pol. hist. Borówko) – część miasta Czempiń w Polsce położona w województwie wielkopolskim, w powiecie kościańskim, w gminie Czempiń.

## Historia
Miejscowość pierwotnie była związana z Wielkopolską. Istnieje co najmniej od drugiej połowy XIII wieku i ma średniowieczną metrykę. Po raz pierwszy w źródłach historycznych odnotowana została w łacińskim dokumencie z 1298 jako "Borowo", 1398 "Borowko", 1399 "Borofka", 1439 "Minor Borowo", 1523 "Borowco".
Obecna część miasta Czempiń dawniej była osobną wsią. Początkowo była własnością szlachecką, należącą do wielkopolskiej szlachty z rodu Świdwów Szamotulskich herbu Nałęcz, a później także do Górków herbu Łodzia. W 1448 leżała w powiecie kościańskim województwa poznańskiego z tymczasową siedzibą w Śremie w Koronie Królestwa Polskiego. Od 1298 była siedzibą własnej parafii.
Pierwszy zapis związany z miejscowością pochodzi ze źródeł kościelnych. W 1298 odnotowano kościół parafialny w Starym Borówku wymieniony w nowo utworzonym archidiakonacie „średnim”, śremskim. W 1387 Wyszak Wojsław Gryżyński zeznał, że szlachta z Gorzyczek koło Czempinia już przed 1387 oddawała dziesięciny nie plebanowi w Starym Borówku ale plebanowi w Piechininie.
W 1398 odnotowany został  w archiwalnych zapisach sądowych świadek Kosman (oryg. zapis "Coszman") z Borówka, a w 1399 świadek Bieniek (oryg. "Benko") ze Starego Borówka. W 1407 Dobrogost i Wincenty, bracia z Szamotuł posiadali główną część Czempinia, Piechinina Małego, obecnie Piechanin oraz Starego Borówka.
W latach 1439-1440 Andrzej i Wojsław z Gryżyny pozwani zostali przez Andrzeja Jaszkowskiego o równy podział dóbr po ich stryju Przybysławie Gryżyńskim, a w tym m.in. połowy Starego Borówka. Po po 1440 Maciej Borek z Osieczny otrzymał po stryju Przybysławie z Brenna i Gryżyny - Bojanice, Krzemieniewo, Drobnin, Garzyn, połowę Gorzyc i połowę Starego Borówka. W 1440 dziesięciny z dwóch łanów w Iłowcu zostały przysądzone wbrew roszczeniom plebana z Brodnicy plebanowi w Starym Borówku. W 1446 doszło do sporu sądowego pomiędzy plebanami Tomaszem w Piechininie i Michałem w Starym Borówku, a mieszczanami z Piechinina o dziesięciny z 14 ról wymierzonych tymże mieszczanom z folwarków dziedziców w Piechininie. Biskup poznański Andrzej Bniński orzekł, że mieszczanie ci mają płacić wspomnianym plebanom z tychże ról po 5 groszy dziesięciny w postaci wiardunku, natomiast z ról wykarczowanych z lasu wspomnianych dziedziców będą obowiązani płacić dziesięcinę snopową.
W 1448 Jan z Bnina, dziedzic w Czempiniu zapisał żonie Agnieszce na mieście Piechininie (wcześniejsza nazwa Czempinia pochodząca od nazwy wsi, na której je lokowano) oraz na połowach wsi Borowo, Stare Borówko, Tarnowo i Piechinin Mały po 500 grzywien posagu oraz wiana. W 1463 Mikołaj dziedzic w Bninie, syn Piotra, oddał swemu bratu stryjecznemu kasztelanowi kamieńskiemu Andrzejowi Bnińskiemu z Czempinia, synowi Jana, całe miasto Czempiń wraz z przyległymi wsiami, a w tym  m.in. ze Starym Borówkiem i 1/4 część Borowa w zamian za miejscowość Borek oraz przyległe wsie.
W 1470 wojewoda poznański Łukasz I Górka, zięć Dobrogosta Szamotulskiego, nabył od Bnińskich dobra Czempiń, a w tym m.in. wieś Stare Borówko. W 1523 kasztelan poznański Łukasz II Górka, zapisał w dożywocie swojej żonie Katarzynie, córce zmarłego Andrzeja z Szamotuł, liczne swe dobra m.in. dobra czempińskie wraz z wsią Stare Borówko w sumie 10 000 florenów węgierskich. Po śmierci Katarzyny dobra te wraz z wymienioną sumą miały przejść na jego syna Andrzeja Górkę.
W 1510 w Starym Borówku odnotowano 7 łanów osiadlych, a miejscowy sołtys miał dwa łany i dwóch zagrodników. W 1530 miał miejsce pobór podatków z 5 łanów. W 1563 pobrano podatki z 10 i 1/4 łana oraz z dwóch łanów sołtysa. W tym samym roku miał miejsce pożar w wyniku czego opustoszały 4 łany we wsi.
Wskutek II rozbioru Polski w 1793, miejscowość przeszła pod władanie Prus i jak cała Wielkopolska znalazła się w zaborze pruskim. Pod koniec XIX wieku majątek Borówko Stare obejmował miejscowość oraz folwark Piechanin. Liczył 23 dymów i 443 mieszkańców, z czego 271 było katolikami, a 172 ewangelikami. W latach 1975–1998 miejscowość administracyjnie należała do województwa poznańskiego.

## Obecnie
W wyniku zmian granic miasta Czempiń 1.01.2022 r., miejscowość znalazła się na terenie miasta, a tym samym zmienił się rodzaj miejscowości i miejscowość podstawowa z osada na część miasta Czempiń.